# Joseph Gordon-Levitt
Joseph Leonard Gordon-Levitt (* 17. února 1981 Los Angeles, Kalifornie, USA) je americký herec, skladatel, muzikant, režisér, scenárista a producent židovského původu.
Do povědomí široké veřejnosti se dostal především díky svým rolím ve filmech 500 dní se Summer (2009), za kterou byl nominován na Zlatý glóbus, dále za vedlejší roli ve sci-fi snímku Christopha Nolana z roku 2010 Počátek (film) a za ztvárnění hlavní postavy v dramatu 50/50 (2010), za kterou získal svou druhou nominaci na Zlatý glóbus. Obě nominace zůstaly neproměněny. Jako dítě nejprve začínal v reklamách a v roce 1992 debutoval svým prvním celovečerním filmem Beethoven. Následně od roku 1996 až do roku 2001 ztvárňoval mimozemského chlapce Tommyho Solomona v televizním sitcomu Takoví normální mimozenšťané. Po přestávce trvající 4 roky (2000–2004), během které absolvoval Kolumbijskou univerzitu v New Yorku, opustil Joseph televizní herectví a začal se objevovat ve filmech. Byly to například: Deset důvodů, proč tě nenávidím (1999), Bláznivý (2001), kritiky velmi dobře přijatý Mysterious Skin (2004), Zmizení (2005) a Komplic (2007). Také je vlastníkem a zakladatelem produkční spolupracující online společnosti hitRECord.

## Rodina a útlé dětství
Narodil se v kalifornském Los Angeles Denissi Levittovi, tehdejšímu režisérovi zpráv v rozhlasové stanici Pacifica Radio a kalifornské kongresmance Jane Gordon. Jeho rodiče se seznámili v období, kdy jeho matka pracovala coby průvodkyně programem v rozhlasové stanici KPKK-FM. Byť se narodil v Los Angeles, malý Joe vyrůstal převážně v losangeleské příměstské části Sherman Oaks. Jeho dědeček Michael Gordon byl mezi lety 1940 a 1970 ředitelem Hollywoodu a je známý díky režírování snímku Pillow Talk. Joseph měl také staršího bratra Dana, známého pod přezdívkou „Burning Dan“ („hořící Dan“), který se živil coby umělec ve Venita Beach v Kalifornii, dále také jako fotograf, učitel tzv. "flow arts" a tanečník s ohněm, který ale 7. října 2010 tragicky zesnul v důsledku předávkování. Na jeho počest Joseph přezpíval píseň „I don't want to live on the Moon“. Jeho rodina je židovského původu, avšak své náboženství nepovažují za striktní.
Již ve čtyřech letech vstoupil Joe do hudební divadelní skupiny, kde si svou coby první roli zahrál Strašáka v produkci Čaroděj ze země Oz. Díky tomu si ho všiml agent, který Josephovi nabídl spolupráci a tak se později začal objevovat v televizi a na reklamách na burákové máslo Sunny Jim, cereálie Cocoa Puffs, koláče Top-Tarts a obuv značky Kinney.

## Herecká kariéra

### 1987–1999
Svou hereckou kariéru začal již v 6 letech, kdy se začal v menších rolích objevovat v několika televizních filmech a seriálech, například: v roce 1988 v TV filmu Soukromý pozemek, v roce 1989 ve filmu Settle the Score či seriálu The More You Know, v roce 1991 ve filmech Hi Honey – I'm Dead a Plymouth (film). Ten samý rok si v seriálu Temné stíny zahrál roli Davida. Poté následovala jeho první větší role a to v celovečerním filmu Beethoven (1992). Později téhož roku si zahrál ve filmu Tudy teče řeka a o rok později získal svou první hlavní roli ve snímku Gregory K, jenž byl založen na skutečných událostech. V roce 1994 se objevil v Disney filmu Andělé, kde ztvárnil sirotka Rogera, jenž vídá anděly. O 2 roky později, tedy v roce 1996, začal hrát Tommyho Solomona v situační komedii Takoví normální mimozemšťané, díky němuž se stal populární televizní osobností. V té době deník San Francisco Chronicle otiskl poznatek, jak moc je náhodné, že Joseph v tomto sitcomu coby "židovský kluk hraje mimozemšťana, který předstírá, že je Žid". Během natáčení Joseph docházel na střední školu Van Nuys. Po roce 1996 natočil ještě pár dalších filmů – Sladká Jane, jenž vypráví příběh o nezvyklém přátelství dvou mladých lidí a horor Halloween: H20 (1998). Roku 1999 se jeho kariéra slibně rozjela díky další velké roli ve filmu Deset důvodů, proč tě nenávidím, ve kterém si zahrál po boku zesnulého Heatha Ledgera.
V průběhu 90. let, kdy se začal pravidelně objevovat v magazínech pro teenagery, se nechal slyšet, že mu vadí, když ho lidé na ulici poznávají. Doslova prohlásil, že "nenávidí být celebritou".

### 2000–2004
V roce 2000 začal navštěvovat Columbia University v New Yorku. Zde studoval historii, literaturu a francouzskou poezii, což ho zcela nadchlo a do téhle země se doslova zamiloval. Také se začal učit francouzsky, tímto jazykem mluví plynně. O svém studiu taktéž prohlásil, že přestěhování z jeho rodného města do New Yorku ho doslova "přinutilo" dospět. V roce 2004 z university vypadl a začal se opět naplno věnovat hraní. Uvedl, že po návratu k herectví začal dělat vědomá rozhodnutí, ve kterých filmech bude hrát.
Mezi jeho filmy z období mezi studiem patří drama Bláznivý (2001) zasazené do prostor psychiatrické léčebny, Ostrov Pokladů (2002) – dobrodružný příběh odehrávající se ve vesmíru, v roce 2003 si po boku Steva Sandvosse zahrál mladého mormonského misionáře ve filmu Latter Days, který se soustředí na sexuální pomatenost jednoho z mladých misionářů, který se zamiluje do svého homosexuálního souseda a Mysterious Skin (2004), ve kterém ztvárnil zneužívaného hocha a později homosexuálního prostituta Neila.

### 2005–2011
Jeho snímky z dob již po studiu zahrnují thriller z prostředí střední školy Zmizení (2005), kde ztvárnil hlavní roli dospívajícího chlapce Brendana Frye, který se zaplete s členy jednoho drogového gangu během pátrání po své zmizelé přítelkyni. Právě Zmizení se dočkalo pozitivních recenzí, například kritik deníku Minnesota Daily na účet Josepha pronesl, že svou postavu zahrál "krásně", "věrně stylu filmu", "bezcitně, ale přitom rozčarovaně" a "sexy tím nejdvojsmyslnějším způsobem". Další recenzent popsal jeho výkon jako "ohromující". Kromě těchto filmů se ještě objevil v díle Spoušť, jenž je zasazen do prostředí života na ulici a Stín zabijáka (obojí 2005), který proniká do prostředí organizovaného zločinu.
Jeho další role byla ve filmu Komplic (2007), kde ztvárnil mladého, původně velmi nadějného sportovce, který však utrpěl těžké poranění mozku, zapletl se s nesprávnými lidmi a nakonec se účastnil bankovní loupeže. Při prozkoumávání tohoto filmu noviny The Philadelphia Inquirer popisují Josepha jako "překvapivě impozantního a impozantně překvapujícího vůdce". Jeho filmy z roku 2008 zahrnují Smrtící úder, kde si zahrál parťáka nájemného vraha ztvárněného Mickeym Rourkem, Ve službách války, točící se okolo amerických vojáků vracejících se z války v Iráku a taktéž získal malou roli ve snímku Buffalo Soldiers: Odvaha a přátelství, vyprávějící příběh čtyř amerických černošských vojáků.
V roce 2009 získal hlavní roli po boku Zooey Deschanel v romantické komedii 500 dní se Summer, která nezvyklým způsobem popisuje, jak také může vypadat láska. Jeho výkon je popisován jako ten "pravý klíč" k úspěchu tohoto filmu. Je zde také vyzdvihováno "jeho obvyklé kouzlo jemných přechodů". Todd McCarthy z Variety pochválil jeho výkon výrokem, že "výrazně střídá pocity totálního nadšení a zklamání z osamělosti přesně tím způsobem, jakým by mohl Jack Lemmon". Peter Travers z Rolling Stone řekl, že film Vás „zasáhne jako výbuch čistě romantického kyslíku“ a ve prospěch obou hlavních aktérů prohlásil, že to hráli reálně. Následně byl Joseph za tuto roli podruhé nominován na Zlatý glóbus.
Později téhož roku si zahrál prohnaného velitele organizace Kobra v akčním thrilleru GI Joe. 21. listopadu 2009 byl hostem v show Saturday Night Live. V roce 2010, nahrazujíce Jamese Franca, si po boku Leonarda DiCapria zahrál v thrilleru Christophera Nolana Počátek, který se dočkal velmi příznivých recenzí. Zahrál si zde architekta Arthura, který měl za úkol prostředí snů vytvářet tak důvěryhodně, aby spící osoba nepoznala, že je s ní jakkoli manipulováno. Dále v roce 2011 ztvárnil v dramatu 50/50 hlavní roli Adama, mladého muže žijícího spořádaným životem, u kterého lékař po přetrvávajících bolestech zad objeví rakovinu páteře. Snímek vypráví o tom, jak se s celou svou situací vypořádává on sám i jak mu v této nelehké životní situaci nezvyklým způsobem pomáhá jeho nejlepší přítel.
Ztvárňuje také mladší verzi postavy Bruce Willise v thrilleru o cestování časem Looper, který vstoupil do našich kin 8. listopadu 2012. V roce 2011 taktéž začal natáčet pokračování Temného rytíře s názvem Temný rytíř povstal (v českých kinech byl hrán od 26. července 2012), ve kterém ztvárnil Johna Blakea. Dále byl Stevenem Spielbergem požádán o spolupráci na jeho novém filmu Lincoln (film) do role Roberta Todda Lincolna, kterou přijal.

## Režírování a produkce
Josephův první film, na kterém pracoval jako režisér, byl 24minutový krátkometrážní snímek Sparks, tedy adaptace krátkého příběhu Elmore Leonard, ve kterém si zahráli Carla Gugino a Eric Stolz. Tento film byl vybrán na Sundance Film Festival z roku 2009 jako součást nového programu pro krátkometrážní filmy. V roce 2010 režíroval další krátkometrážní film jménem Morgan and Destiny's Eleventheen Date: The Zeppelin ZOO. Ten měl svou premiéru během festivalu South by Southwest v texaském Austinu.
Byl také jedním z mnoha producentů broadwayské show Slava's Showshow.

## hitRECord
V roce 2004 Gordon-Levitt založil hitRECord.org, tedy produkční spolupracující online společnost, která sdílí své zisky s přispívajícími umělci. Na počátku roku 2004 stránky hostily prvních 6 videoklipů a krátkých filmů. V roce 2007 je v rozhovoru pro Salon popsal jako "alternativní, kde může[me] vystupovat o něco méně profesionálně a více bláznivě". Na začátku roku 2009 otevřel stránky pro veřejnost. Od té doby se rozšířily o více, než 10 tisíc spolupracujících účastníků, kteří tvoří písničky, obrázky, příběhy a krátké filmy. RECollection, tedy první výběr z děl uveřejněných na hitRECord, byl do prodeje vypuštěn roku 2011 jako balíček knihy, CD a DVD.

## Filmografie

### Film
| Rok  | Název                                                    | Role                         | Poznámky |
| ---- | -------------------------------------------------------- | ---------------------------- | --- |
| 1992 | Beethoven                                                | Student č.1                  | |
| 1992 | Tudy teče řeka                                           | mladý Norman                 | nominace – Young Artist Award v kategorii nejlepší herecký výkon mladého herce (méně než 10 let) - film |
| 1994 | Svátost manželská                                        | Zekke                        | |
| 1994 | Duel v poušti                                            | Rich Lerolland               | |
| 1994 | Andělé                                                   | Roger Bomman                 | nominace – Cena Saturn v kategorii nejlepší mladý herec |
| 1996 | Porotce                                                  | Oliver Laird                 | |
| 1998 | Halloween: H20                                           | Jimmy Howell                 | |
| 1998 | Sladká Jane                                              | Tony                         | |
| 1999 | Deset důvodů, proč tě nenávidím                          | Cameron James                | nominace – YoungStar Award v kategorii nejlepší mužský herecký výkon mladého herce (komedie) |
| 2000 | Řezník, kněz a prostitutka                               | Flaco                        | |
| 2001 | Bláznivý                                                 | Lyle Jensen                  | |
| 2002 | Ostrov pokladů                                           | Jim Hawkins (hlas)           | |
| 2003 | Latter Days                                              | Elder Paul Ryder             | |
| 2004 | Mysterious Skin                                          | Neil McCormick               | Golden Space Needle Award v kategorii nejlepší mužský herecký výkon nominace – Gotham Awards v kategorii objev roku |
| 2005 | Spoušť                                                   | Sam                          | |
| 2005 | Stín zabijáka                                            | Dr. Don                      | |
| 2005 | Zmizení                                                  | Brendan Frye                 | |
| 2007 | Komplic                                                  | Chris Pratt                  | |
| 2008 | Buffalo Soldiers: Odvaha a přátelství                    | Tim Boyle                    | |
| 2008 | Bratři Bloomovi                                          | Bar Patron                   | |
| 2008 | Ve službách války                                        | Tommy Burgess                | |
| 2008 | Smrtící úder                                             | Richie Nix                   | |
| 2009 | Nejistota                                                | Bobby                        | |
| 2009 | Big Breaks                                               | Todd Sterling                | |
| 2009 | G. I. Joe                                                | velitel Kobry                | nominace – Teen Choice Award v kategorii nejlepší zloduch |
| 2009 | Ženy v nesnázích                                         | Bert Rodriguez               | |
| 2009 | 500 dní se Summer                                        | Tom Hansen                   | nominace – Detroit Film Critics Society Award v kategorii nejlepší mužský herecký výkon v hlavní roli nominace – Zlatý glóbus v kategorii nejlepší mužský herecký výkon v hlavní roli (muzikál/komedie) nominace – Independent Spirit Award v kategorii nejlepší mužský herecký výkon v hlavní roli nominace – People's Choice Award v kategorii nejlepší herec (film) nominace – Teen Choice Award v kategorii nejlepší herec (romantický film) |
| 2010 | Elektra Luxx                                             | Bert Rodriguez               | |
| 2010 | Morgan M. Morgansenovo dostaveníčko s Destiny            | Morgan M. Morgansen/vypravěč | krátkometrážní film, je jeho režisérem i střihačem |
| 2010 | Syčák Hesher                                             | Hesher                       | |
| 2010 | Počátek                                                  | Arthur                       | |
| 2010 | Morgan and Destiny's Eleventeenth Date: The Zeppelin ZOO | Morgan M. Morgansen/vypravěč | Krátkometrážní film, také režisér a střihač |
| 2011 | 50/50                                                    | Adam Lerner                  | Hollywood Film Festival Award za průlomového herce nominace – Zlatý glóbus v kategorii nejlepší mužský herecký výkon v hlavní roli (komedie/muzikál) |
| 2012 | Lincoln                                                  | Robert Todd Lincoln          | |
| 2012 | Looper                                                   | Joe                          | |
| 2012 | Temný rytíř povstal                                      | John Blake                   | |
| 2012 | Expresní zásilka                                         | Wilee                        | |
| 2012 | Nespoutaný Django                                        | Roy                          | |
| 2013 | Don Jon                                                  | Jon "Don Jon" Martello       | |
| 2014 | Sin City: Ženská, pro kterou bych vraždil                | Johnny                       | |
| 2015 | The Walk                                                 | Philippe Petit               | |
| 2015 | Byla to divoká noc                                       | Ethan                        | |
| 2016 | Snowden                                                  | Edward Snowden               | |
| 2017 | Star Wars: Poslední z Jediů                              | Slowen Lo                    | |
| 2019 | 7500                                                     | Tobias Ellis                 | |
| 2019 | Endgame                                                  | Ochranka                     | |
| 2019 | Na nože                                                  | detektiv Hardrock (hlas)     | |
| 2020 | Projekt Power                                            | Frank                        | |
| 2020 | Chicagský tribunál                                       | Richard Schultz              | |

### Televize
| Rok       | Název                                        | Role                         | Poznámky |
| --------- | -------------------------------------------- | ---------------------------- | --- |
| 1988      | Soukromý pozemek                             | Rounder                      | TV film |
| 1988      | Family Ties                                  | Dougie                       | 2 díly |
| 1989      | Settle the Score                             | Justin                       | TV film |
| 1990      | To je vražda, napsala                        | chlapec č.1                  | díl: „Shear Madness“ |
| 1991      | Temné stíny                                  | Daniel/David Collins         | hlavní role, 12 dílů |
| 1991      | Danielle Steelová: Osudy                     | Matthew "Matt" Hallam        | TV film |
| 1991      | Hi Honey - I'm Dead                          | Josh Stadler                 | TV film |
| 1991      | Plymouth                                     | Simon                        | TV film |
| 1991      | China Beach                                  | Archie Winslow ve věku 9 let | díl: „Quest“ |
| 1991      | Quantum Leap                                 | Kyle                         | díl: „Permanent Wave“ nominace – Young Artist Award v kategorii nejlepší mladý herec v hostující roli (seriál) |
| 1991      | L.A. Law                                     | Ricky Berg                   | díl: „Lose the Law“ |
| 1992-1993 | The Powers That Be                           | Pierce Van Horne             | hlavní role, 21 dílů nominace – Young Artist Award v kategorii nejlepší mladý herec v novém seriálu |
| 1993      | Partners                                     |                              | krátkometrážní TV film |
| 1993      | Gregory K                                    | Gregory Kingsley             | TV film |
| 1993      | Doktorka Quinnová                            | Zack Lawson                  | díl: „Tajemství“ |
| 1993-1995 | Roseanne                                     | George                       | 4 díly |
| 1995      | The Great Elephant Escape                    | Matthew                      | TV film |
| 1996-2001 | Takoví normální mimozemšťané                 | Tommy Solomon                | hlavní role, 139 dílů YoungStar Award v kategorii nejlepší herecký výkon mladého herce v komediálním TV seriálu (1997, 1998) nominace – Spolek filmových herců v kategorii nejlepší seriálové obsazení (1997, 1998, 1999) nominace – Teen Choice Award v kategorii nejlepší televizní herec (1999) nominace – Young Artist Award v kategorii nejlepší herecký výkon mladého herce (seriál- komedie) (1999) |
| 1998      | Zlatá sedmdesátá                             | Buddy Morgan                 | díl: „Vše, co jste kdy chtěli vědět o vztazích, ale báli jste se (zeptat)“ |
| 2000      | Krajní meze                                  | Zach                         | díl: „Opatrnosti nezbývá“ |
| 2000      | Lulu se vrací                                | Martin Ellsworth             | |
| 2005      | Vražedná čísla                               | Scott Reynolds               | díl: „Oběť“ |
| 2014      | Jimmy Kimmel Live!                           | David                        | díl: „Sweet Brown: Ain't Nobody Got Time for That“ |
| 2015      | The Mindy Project                            | Matt Sherman                 | díl: „While I Was Sleeping“ |
| 2015      | The Muppets                                  | sám sebe                     | díl: „Going, Going, Going“ |
| 2017      | Soudruh detektiv                             | Iosif Baciu (hlas)           | 6 dílů |
| 2018      | Drop the Mic                                 | sám sebe                     | díl: „Seth Rogen vs. Joseph Gordon-Levitt / Terry Crews vs. Luis Fonsi“ |
| 2018      | The Comedy Central Roast                     | sám sebe                     | díl: „Bruce Willis“ |
| 2019      | Sesame Street's 50th Anniversary Celebration | sám sebe                     | TV speciál |
| 2021      | Pan Corman                                   | Josh Corman                  | také režisér, scenárista a výkonný producent |
| 2021      | Star Wars: Vize                              | Jay (hlas)                   | anglický dabing |